# Квартблок

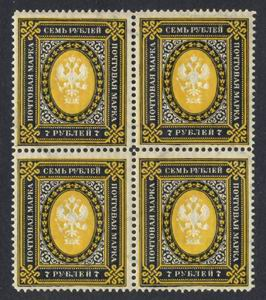
Квартблок стандартної марки Росії (1902)

Квартблок (лат. quartus, четвертий + блок) — у філателії чотири невідокремлені (зчеплені) поштові марки, розташовані по два екземпляри у двох рядах (2 × 2). Марки можуть бути як однаковими, так і різними, як із зубцями (перфорацією), так і без зубців. Квартблок є частиною маркового аркуша.

## Опис

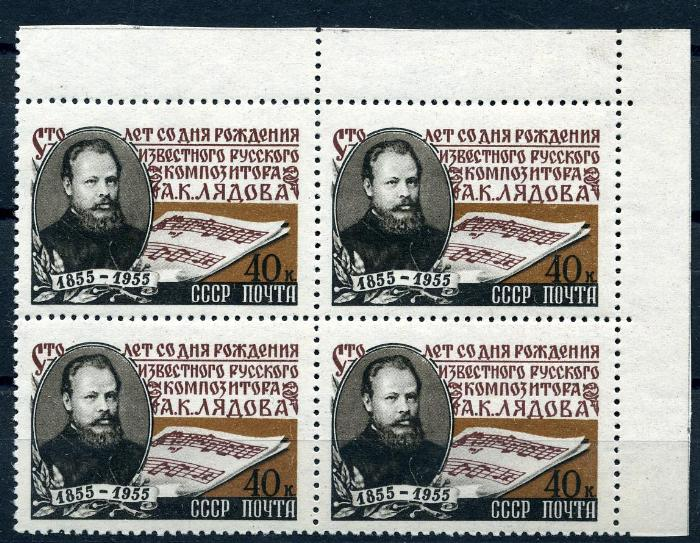
Кутовий квартблок марок СРСР, 1955 (ЦФА [ АТ «Марка» ] № 1843)

Залежно від розташування в марочному листі квартблок буває:
- кутовий, коли він розташований у кутку маркового аркуша і включає поля маркового аркуша з двох сторін; відповідно, в одному аркуші може бути не більше чотирьох кутових квартблоків;
- з полем, коли квартблок включає поле маркового аркуша з одного боку[4]. За положенням у марковому аркуші виділяють квартблоки: (1) з верхнім полем, (2) з бічним полем, (3) з нижнім полем. Особливою увагою користуються квартблоки з частиною нижнього поля, де помітні вихідні дані маркового аркуша;
- без полів (з будь-якої іншої частини марочного листа).

Квартблоки як складаються з чотирьох однакових марок слід відрізняти від блоків, що складаються з чотирьох марок різного малюнку і (або) різного номіналу і є з'єднаними горизонтально (вертикально, в шаховому порядку) зчіпками (пари), а також від поштових блоків з чотирьох марок.

## Колекціонування
Квартблок є поширеним філателистичним об'єктом і може бути окремим видом колекціонування поштових марок. Як частина маркового аркуша, квартблок є великим інтересом з погляду вивчення розташування тієї чи іншої марки в марковому аркуші.
У випадку, якщо квартблок містить поля марочного аркуша, він є широким полем для філателістичних досліджень на предмет присутності або відсутності на краях маркового аркуша водяних знаків, позначок пошти, спеціальних знаків друкарні тощо.

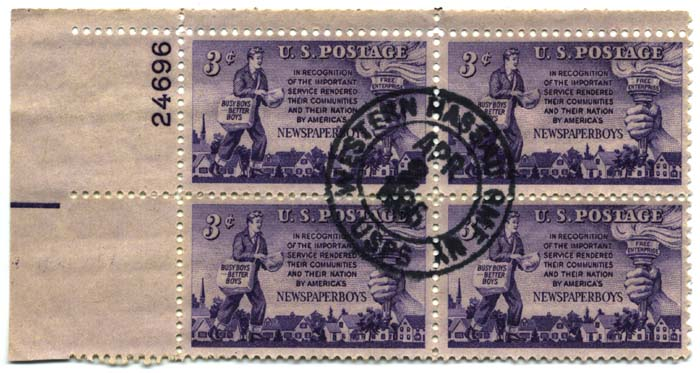
Кутовий квартблок марок США (1952), що являє собою блок із номером друкованої форми

Квартблок особливо привабливий для колекціонерів: внаслідок того, що при такому розташуванні марок (2 × 2), кожна з двох сторін марки перебуває у поєднанні з сусідньою маркою, квартблок — це мінімальна частина листа поштових марок, при якій практично зі стовідсотковою гарантією можна визначити справжність або підробку перфорації (при простому зубцюванні). Це особливо важливо при експертизі дорогих, рідкісних марок.

## У художній літературі
Розповідь про рідкісний квартблок чистих марок «Рожевий Меркурій» ліг в основу однойменної книги чехословацького письменника Франтішека Лангера (1888—1965).